# Sumber Jaya (Serapit)
Sumber Jaya is een bestuurslaag in het regentschap Langkat van de provincie Noord-Sumatra, Indonesië. Sumber Jaya telt 2020 inwoners (volkstelling 2010).